# Brandon Bryant
Brandon Wayne Bryant (Missoula, Montana; 18 de noviembre de 1985) es un exmilitar y un denunciante estadounidense. Desde 2006 hasta 2011 fue un operador de cámara (operador de sensor) de drones de la Fuerza Aérea de los Estados Unidos. Su trabajo era el asesinato selectivo.
El 10 de diciembre de 2012, la revista alemana Der Spiegel informó sobre Bryant, su antiguo trabajo y su trastorno por estrés postraumático.
Él dio su testimonio a un consejo de expertos de las Naciones Unidas y al Comité Parlamentario alemán que investiga el escándalo de espionaje de la NSA.

...el humo desaparece y hay pedazos de los dos muchachos alrededor del cráter. Y aquí está este tipo, y le falta la pierna derecha por encima de la rodilla. Lo está sosteniendo, y está dando vueltas, y la sangre sale de su pierna ... Le tomó mucho tiempo morir. Acabo de verlo
Aerotécnico de primera clase, Brandon Bryant en Revista GQ

En abril de 2015, Brandon Bryant dio su primera conferencia pública "Inside the Predator" (Dentro del depredador) sobre el sistema de drones y su experiencia como operador de los mismos en la conferencia "DRONES: Eyes from a Distance" (DRONES: Ojos desde la distancia), el evento inaugural del "Disruption Network Lab" (Laboratorio Interrupción en la red) en Berlín, Alemania.
En 2015, la Vereinigung Deutscher Wissenschaftler (Federación de científicos alemanes) y la sección alemana de la Asociación Internacional de Abogados contra las Armas Nucleares otorgaron a Bryant el Premio "Whistleblower" (Denunciante).
En noviembre de 2015, la obra teatral "Ramstein Airbase: Game of Drones" (Base Ramstein: Juego de drones) se estrenó en Teatro Estatal de Maguncia. Brandon Bryant es un personaje central y fue interpretado por Denis Larisch.
En mayo de 2016, el documentalista noruego Tonje Hessen Schei produjo el documental "Drone - This Is No Game!" (Dron - Este es el juego!).
Los pilotos de drones Brandon Bryant y Michael Haas se muestran como ejemplos de cómo la CIA recluta jugadores de videojuegos  y los entrena para matar por control remoto. Una versión anterior de la película ganó premios en varios festivales en 2015. En el Festival Internacional de Cine de Bergen ganó el "Premio al Mejor Documental" y el "Premio de Derechos Humanos". En la "Fundación Cinema for Peace" (Cine para la paz) de Berlín ganó el premio como "Documental más valioso del año". En el festival de cine de Derechos Humanos de San Sebastián, el equipo que realizó el documental ganó el "Premio Internacional de Amnistía".